# گل مریم
گل مریم (نام علمی: Polianthes tuberosa) گیاهی است چندساله با گل‌های سفیدرنگ و خوشبو که عصارهٔ آن در عطرسازی استفاده می‌شود.
گل مریم ایرانی به دلیل معطر بودن آن در دنیا منحصربه‌فرداست و به دلیل همین مزیت در دنیا جایگاه ویژه‌ای دارد و در سراسر جهان و به‌ویژه به اروپا خواهان زیادی دارد. گل مریم در افسانه‌ها نماد گل نجیب و شایسته‌است.

## توصیف
گل مریم گیاهی شب گل‌ده، بومی مکزیک و گونه شناخته شده دیگری از سرده گل مریم است. این گیاه در خوشه‌های دراز تا ارتفاع ۴۵ سانتیمتر رشد می‌کند و ازخوشه‌های معطر و مومی گل‌های سفید استفاده می‌شود که از بخش‌های پایین به سمت بالا رشد می‌کنند. در زبان انگلیسی آن را Tuberose می‌گویند که از واژهٔ لاتین Tuberosa به معنی ورم یا غده گرفته شده‌است. گل مریم در هندوستان دارای اهمیت ویژه‌ای است و در مراسم عروسی، عزا و آیین‌های مذهبی استفاده می‌شود. در ایران نیز این گل به صورت تجاری تولید می‌شود.

## گل مریم نماد چیست؟
گل مریم نماد خلوص، پاکی، بی گناهی و صلح است. شاید رنگ سفید آن موجب شده که نماد خلوص و پاکی شود. به همین جهت در برخی از فرهنگ‌ها استفاده از آن در دسته گل عروس مرسوم است.